# Лаздинеляй
Лаздинеляй (лит. Lazdynėliai) — район Вильнюса, расположен в 6 км к юго-западу от центра города, возле Букчайского леса, на правом берегу реки Вилия, окружающей его с юга и с запада. С 1992 года с районами Лаздинай, Букчай, Шалтунай и Мишкиняй образует Лаздинайское староство.
Лаздинеляй делится на две части — западную и восточную. В западной части находятся особняки, малые и большие многоквартирные дома. На западе находится старое Букчайское кладбище. В восточной части находится квартал многоквартирных домов «Pavasaris» и Республиканская Вильнюсская университетская больница, открытая в 1991 году.

## География
На юго-востоке граничит с Букчаем (который иногда путают с Лаздинеляй), между двумя частями района на расположен Букчайский лес, в котором находится старое польское стрельбище, на севере улица Осло отделяет Лаздинеляй от Лаздиная и Гудяляя, на западе граничит с Паняряйским староством.

## Транспорт

### Улицы
Список главных улиц района:
- ул. Лаздинелю (лит. Lazdynėlių g.)
- ул. Щилтнамю (лит. Šiltamių g.)
- ул. Букчу (лит. Bukčių g.)
- ул. Осло (лит. Oslo g.)
- ул. Летаус (лит. Lietaus g.)

### Общественный транспорт
Лаздинеляй обслуживают 8 автобусов:
- 21 (Лаздинеляй — Центр)
- 22 (Лаздинай — Центр)
- 23 (Вокзал — Лаздинай)
- 29 (Григишкес — Вилкпеде)
- 49 (ул. Атейтес — Букчай)
- 55 (Сантаришкес — Лаздинай)
- 69 (ул. Атейтес — ул. Щилтнамю)
- 116 (Жверинас — ул. Унгурю)[2]